# Papaver
Genul Papaver cuprinde mai multe specii de maci, dintre care amintim: Papaver somniferum și Papaver rhoeas.

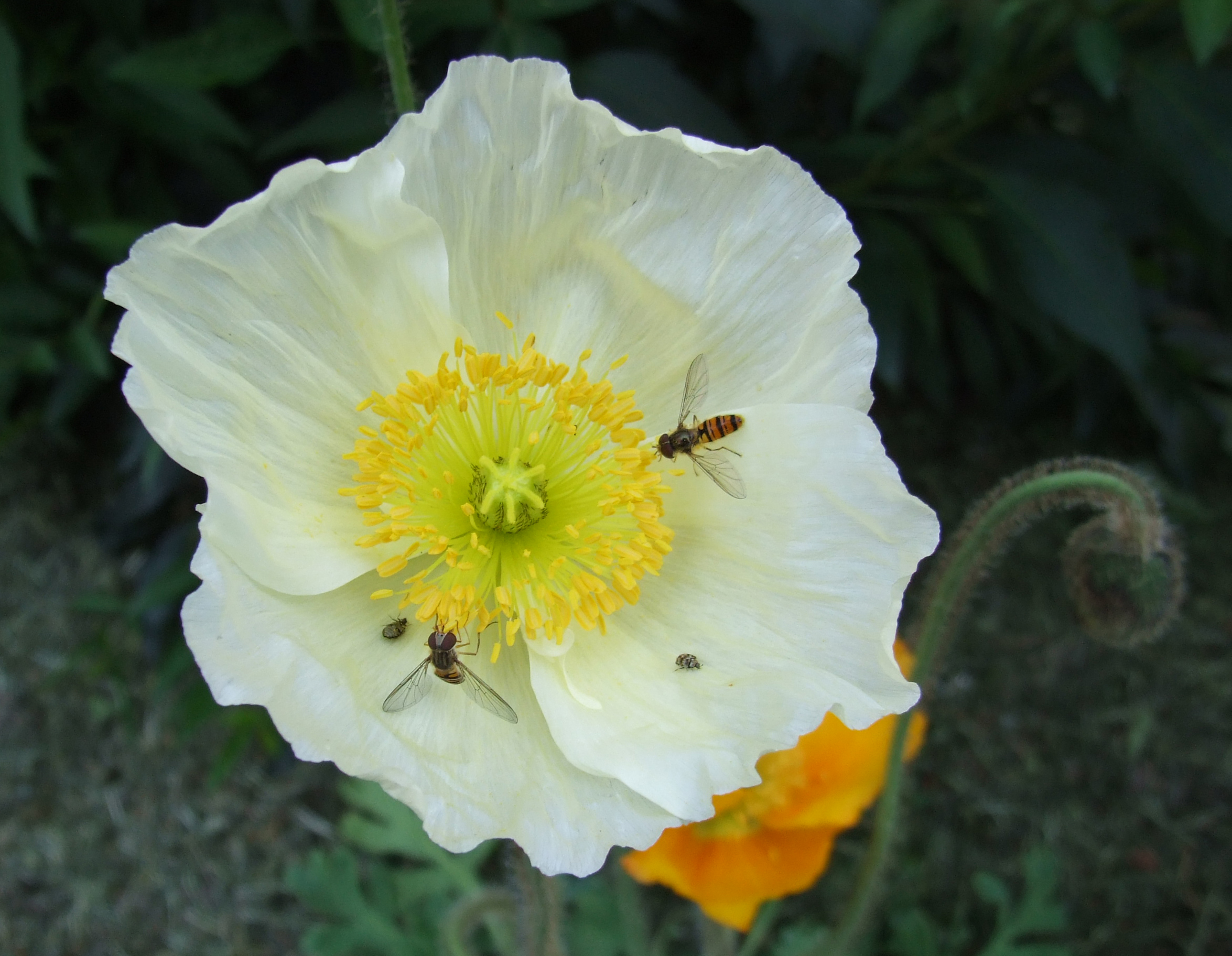
Papaver nudicaule

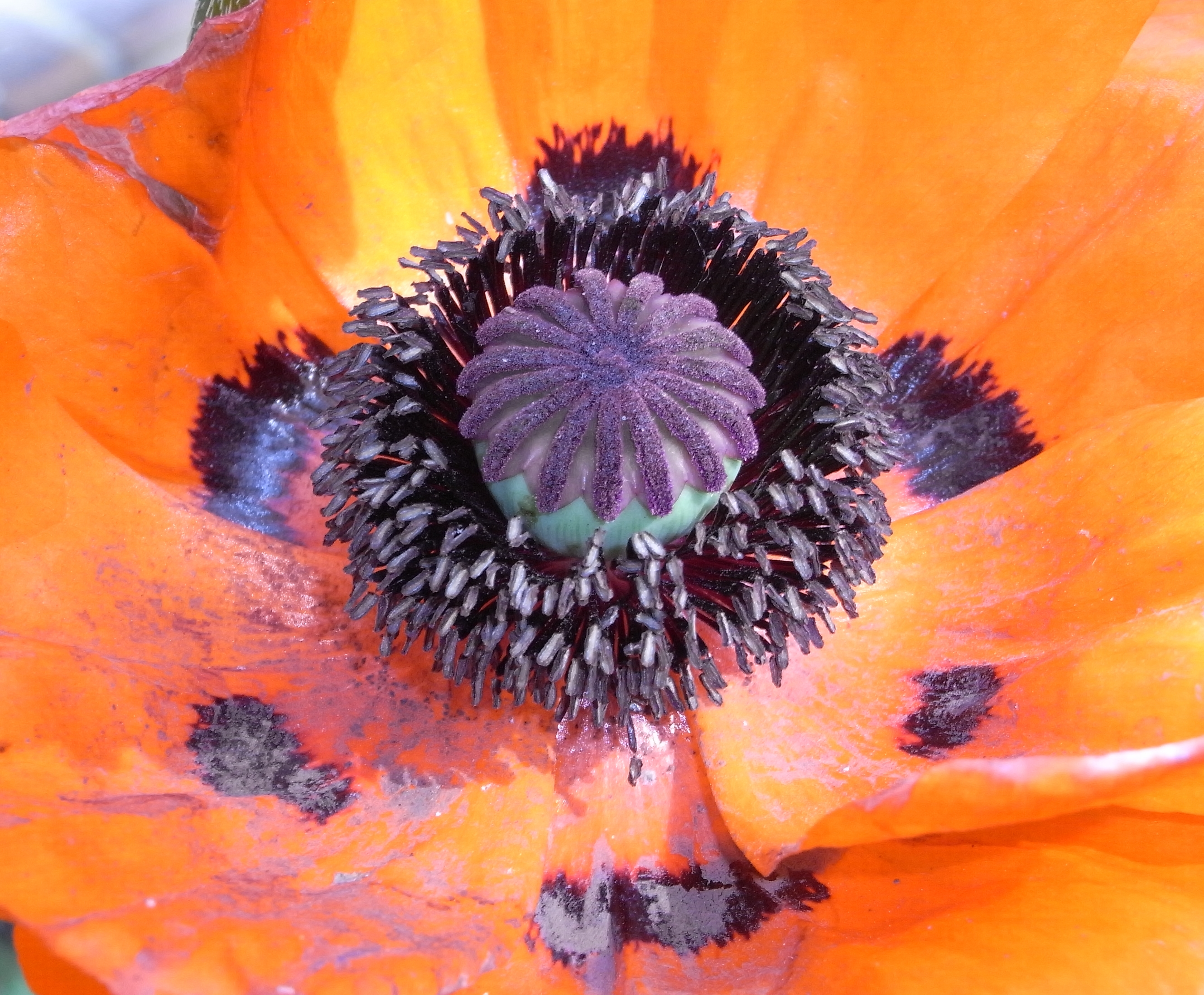

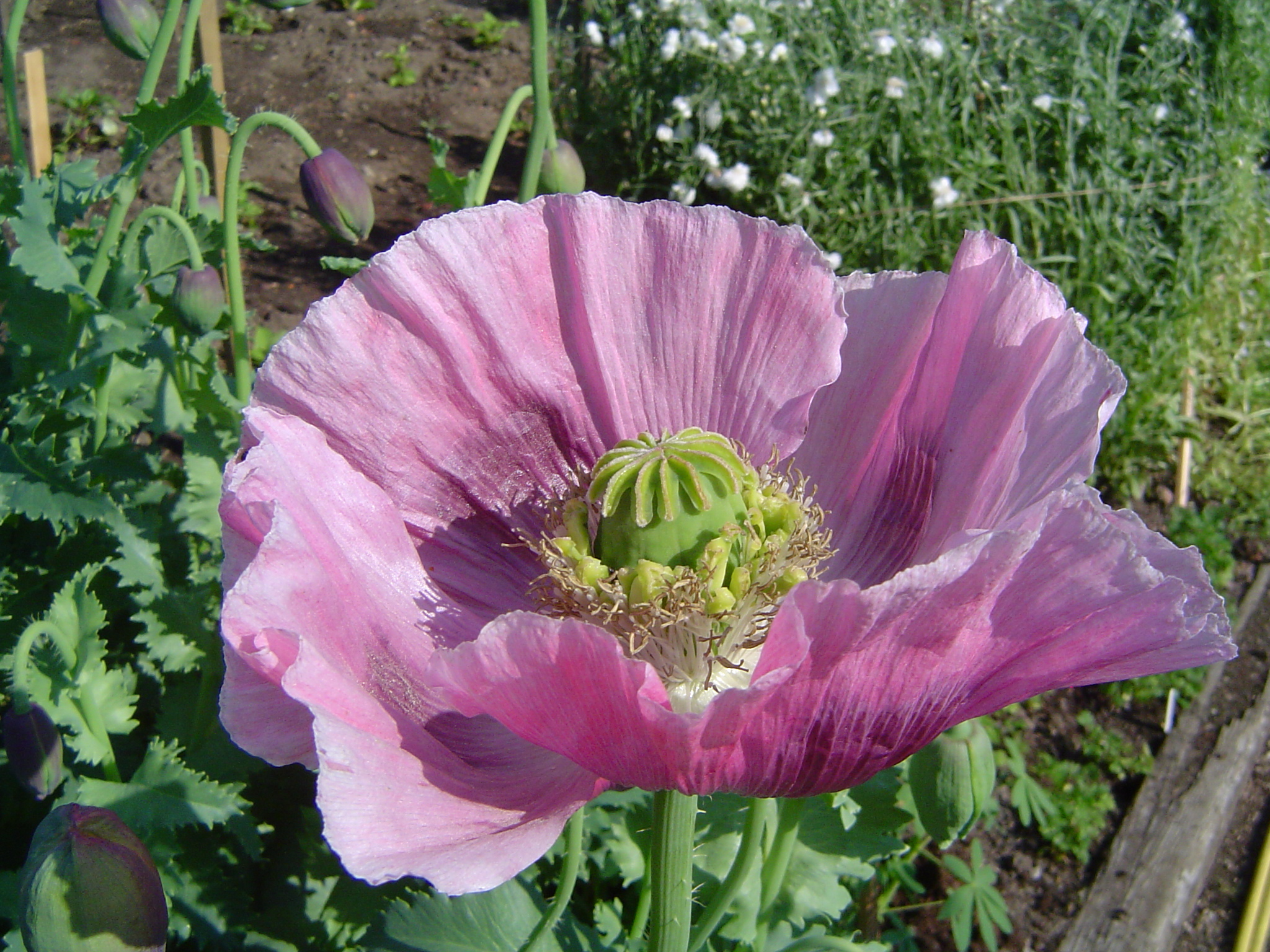

## Legături externe
Materiale media legate de Papaver la Wikimedia Commons
- „Papaver” în Dicționar dendrofloricol la DEX online